# طريقة الاختبار

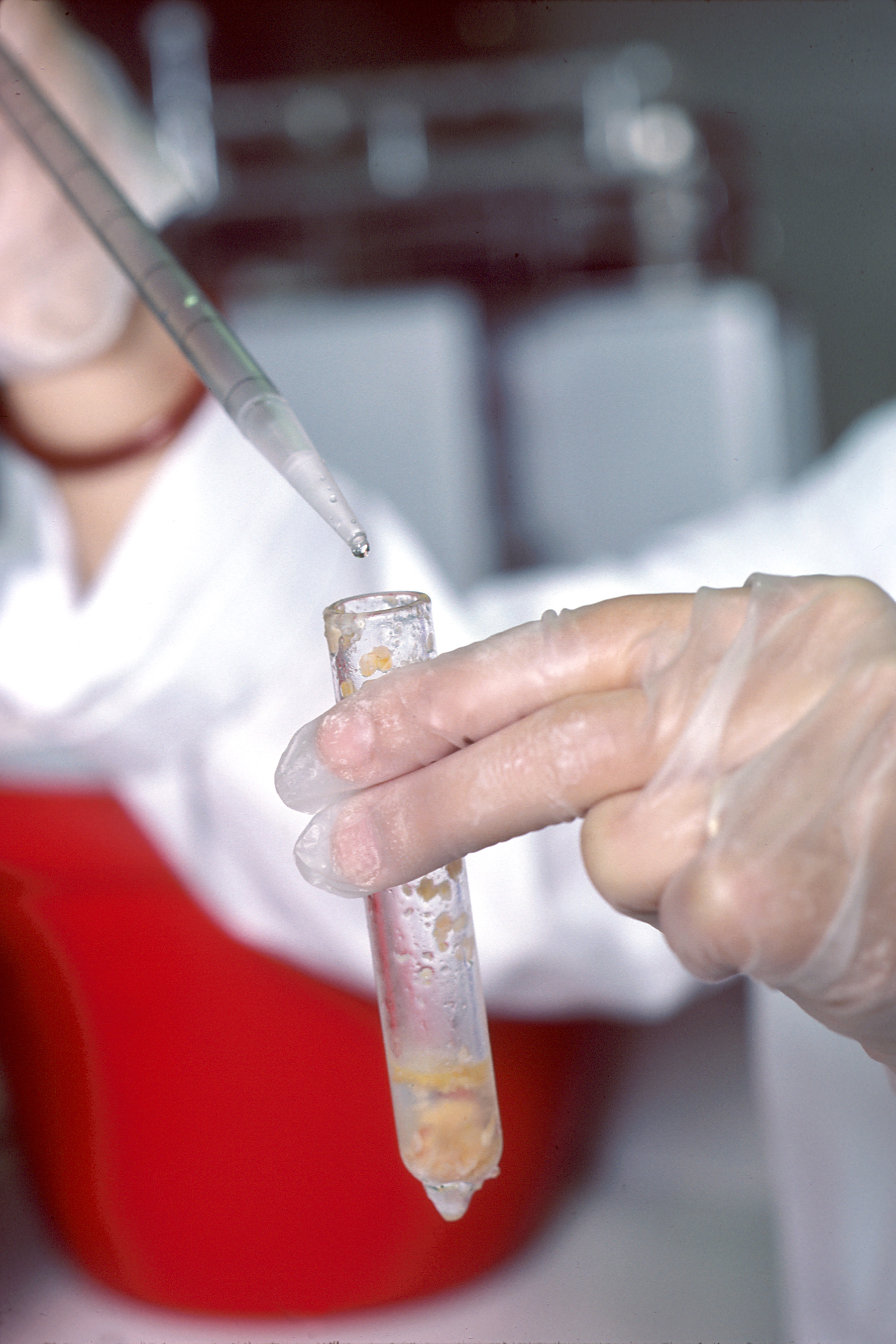

طريقة الاختبار، هي طريقة للاختبار في العلوم أو الهندسة، مثل الاختبار الفيزيائي أو الاختبار الكيميائي أو الاختبار الإحصائي. إنه إجراء اخير يحقق نتيجة اختبار. من أجل ضمان نتائج اختبار دقيقة ومرتبطة بالموضوع، يجب أن تكون وسيلة الاختبار «صريحة، لا لبس فيها، معقولة تجريبيًا.»،  وكذلك فعالة  وقابلة للتكرار.
يمكن اعتبار الاختبار كعملية ملاحظة أو إجراء تجربة لتحديد خاصية واحدة أو أكثر لعينة تم أخذها أو منتج أو عملية أو خدمة بعينها. والغرض من هذا الاختبار هو مقارنة الملاحظ فيه بما سبق توقعه عن نفس الشيء. يمكن أن تكون نتائج الاختبار نوعية (نعم / لا)، أو كمية (قيمة مقيسة)، أو فئوية ويمكن أن تستمد من الملاحظة الشخصية أو ناتج أداة قياس دقيقة.
عادة ما تكون نتيجة الاختبار متغيراً تابعاً، تعتمد الاستجابة المقاسة على الظروف الخاصة بلإختبار أو مستوى المتغير المستقل. ومع ذلك، قد تتضمن بعض الاختبارات تغيير المتغير المستقل لتحديد المستوى الذي تحدث عنده استجابة معينة: في هذه الحالة، تكون نتيجة الاختبار هي المتغير المستقل.

## أهميتة
في تطوير البرمجيات والهندسة والعلوم والتصنيع والأعمال، يجب على مطوريها والباحثين والمصنعين والموظفين المرتبطين بها فهم طرق الحصول على البيانات وإجراء القياسات. من المتعارف عليه أن تتأثر خاصية فيزيائية بشدة بالطريقة الدقيقة لاختبار أو قياس هذه الخاصية. على هذا النحو، يعد توثيق التجارب والقياسات بشكل كامل مع توفير الوثائق والأوصاف اللازمة للمواصفات والعقود وأساليب الاختبار أمرًا حيويًا.
يعد استخدام طريقة اختبار موحدة، ربما تم نشرها من قبل منظمة معايير محترمة، مكانًا جيدًا للبدء. في بعض الأحيان يكون من المفيد أكثر تعديل طريقة اختبار موجودة أو تطوير طريقة جديدة، على الرغم من أنه يجب التحقق من طرق الاختبار المحلية هذه  ، وفي بعض الحالات، إظهار التكافؤ الفني للطرق الأولية الموحدة. مرة أخرى، التوثيق والكشف الكامل ضروريان.
تعد طريقة الاختبار المكتوبة بشكل جيد شيئاً هاماً. ومع ذلك، فإن الأهم هو اختيار طريقة لقياس الخاصية أو الخاصية الصحيحة. ليست كل الاختبارات والقياسات مفيدة بنفس القدر: عادة ما يتم استخدام نتيجة اختبار للتنبؤ أو ضمنا لتلائم غرض معين. على سبيل المثال، إذا كان العنصر المصنّع يحتوي على عدة مكونات، فقد تحتوي طرق الاختبار على عدة مستويات من التوصيلات:
- يجب أن ترتبط نتائج اختبار المواد الخام بإختبارات المواد التي تصنع من نفس المادة.
- يجب أن ترتبط نتائج اختبار مكون ما باختبار اداء العنصر الكامل له.
- يجب أن ترتبط نتائج اختبار أداء المختبر بالأداء الميداني

قد تستند هذه الروابط أو الارتباطات إلى المطبوعات المنشورة أو الدراسات الهندسية أو البرامج الرسمية مثل نشر وظيفة الجودة. غالبًا ما يتطلب التحقق من ملاءمة طريقة الاختبار.

## المحتوى
تتطلب أنظمة إدارة الجودة عادة توثيقًا كاملاً للإجراءات المستخدمة في الاختبار. قد تتضمن وثيقة طريقة الاختبار ما يلي:
- عنوان وصفي
- النطاق الذي يمكن تقييم فئة (فئات) العناصر والسياسات وما إلى ذلك
- تاريخ آخر مراجعة فعالة وتعيين مراجعة
- إشارة إلى أحدث التحقق من صحة طريقة الاختبار
- الشخص أو المكتب أو الوكالة المسؤولة عن الأسئلة المتعلقة بطريقة الاختبار والتحديثات والانحرافات
- أهمية أو أهمية طريقة الاختبار والاستخدام المقصود
- المصطلحات والتعاريف لتوضيح معاني طريقة الاختبار
- أنواع الأجهزة وأجهزة القياس (أحيانًا الجهاز المحدد) المطلوبة لإجراء الاختبار
- إجراءات أخذ العينات (كيفية الحصول على العينات وإعدادها، وكذلك حجم العينة)
- احتياطات السلامة
- المعايرة المطلوبة ونظم المقاييس
- مخاوف واعتبارات البيئة الطبيعية
- اختبار المخاوف والاعتبارات البيئية
- الإجراءات التفصيلية لإجراء الاختبار
- حساب وتحليل البيانات
- تفسير البيانات ومخرجات طريقة الاختبار
- شكل التقرير، المحتوى، البيانات، إلخ.

## التحقق
غالبًا ما يتم فحص طرق الاختبار للتأكد من صحتها وقابليتها للتطبيق ودقتها. من المهم جدًا تحديد نطاق طريقة الاختبار بوضوح، وأن أي جانب مدرج في النطاق يظهر أنه دقيق وقابل للتكرار من خلال التحقق.
غالبًا ما تتضمن عمليات التحقق من طريقة الاختبار الاعتبارات التالية:
- الدقة، والضبط قد يتطلب إثبات الدقة إنشاء قيمة مرجعية إذا لم تكن هناك قيمة متاحة حتى الآن
- التكرار والاستنساخ، في بعض الأحيان في شكل مقياس.
- المدى، أو مقياس استمراري يمكن من خلاله اعتبار طريقة الاختبار دقيقة (على سبيل المثال، اختبار N 10 إلى 100 N)
- دقة القياس، سواء كانت مكانية أو زمنية أو غير ذلك
- توفيق المنحنيات، عادة خطية، والذي يبرر الاستيفاء بين النقاط المرجعية المعايرة
- المتانة، أو عدم الحساسية تجاه المتغيرات الدقيقة المحتملة في بيئة الاختبار أو الإعداد والتي قد يكون من الصعب السيطرة عليها
- فائدة التنبؤ بخصائص الأداء النهائي وأدائه
- القياسات غير الدقيقة
- أنواع أخرى من تحليل أنظمة القياس

### المعايير ذات الصلة
- ASTM E177 الممارسة القياسية لاستخدام المصطلحات الدقة والتحيز في طرق اختبار ASTM
- ASTM E691 الممارسة القياسية لإجراء دراسة بين المختبرات لتحديد دقة طريقة الاختبار
- ASTM E1488 الدليل القياسي للإجراءات الإحصائية للاستخدام في تطوير وتطبيق طرق الاختبار
- ASTM E2282 دليل قياسي لتحديد نتيجة الاختبار لطريقة الاختبار
- ASTM E2655 - الدليل القياسي للإبلاغ عن الارتياب في نتائج الاختبار واستخدام عدم اليقين في قياس القياس في طرق اختبار ASTM